# Домашние птицы

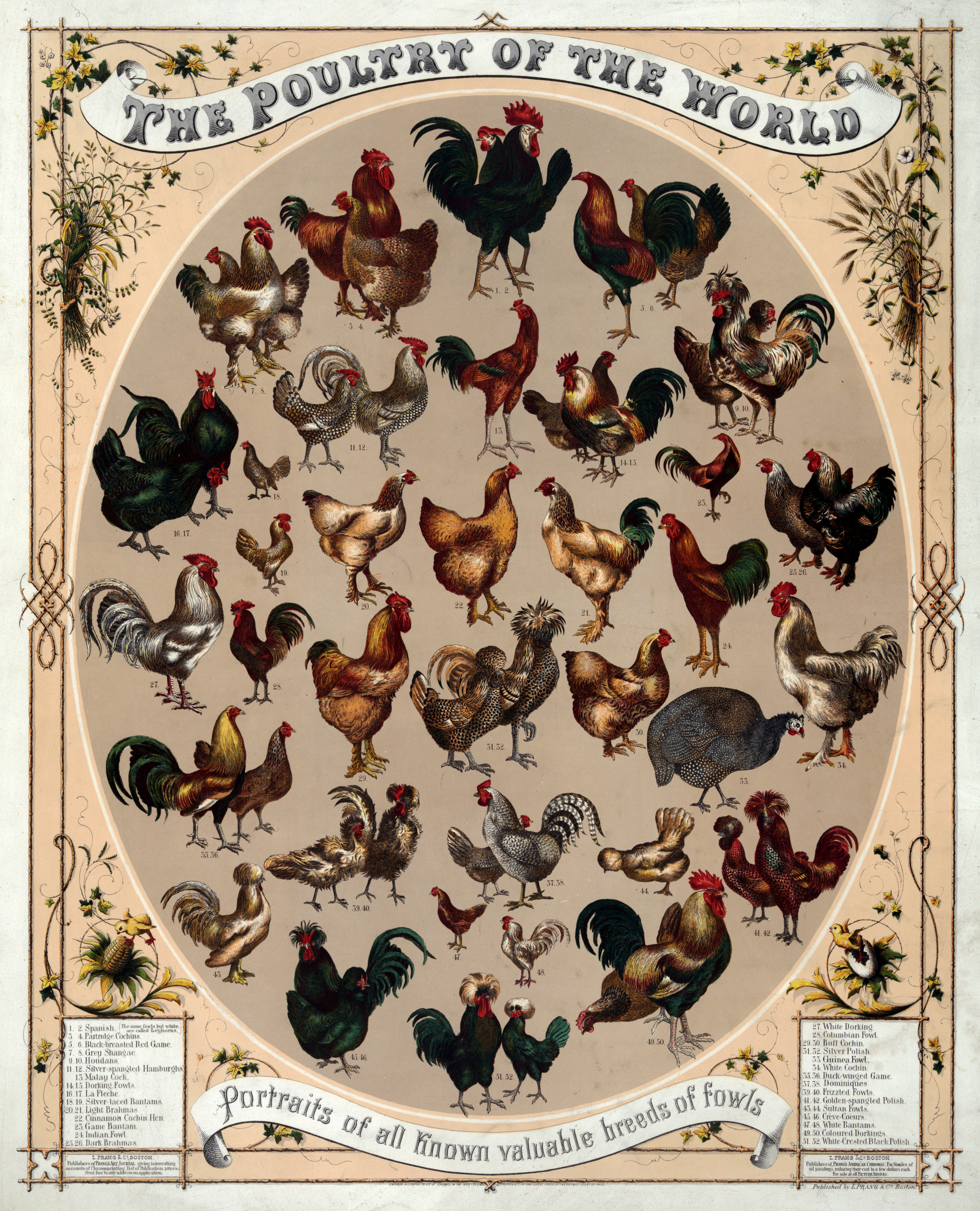
«Домашние птицы мира: портреты известных ценных пород кур». Хромолитография, изданная в Бостоне около 1868 года, на которой, помимо куриных пород, изображена цесарка

Домашние птицы (англ. poultry) — одомашненные птицы, разводимые людьми в сельскохозяйственных целях — для получения мяса, яиц, перьев, а также в декоративных целях. Эти птицы, как правило, относятся к кладе (надотряду) Galloanserae и отряду Galliformes (курообразные); последний включает кур, перепелов, индеек и цесарок, а также павлинов и фазанов. В категорию одомашненных птиц также включают уток, мускусных уток, гусей, голубей, страусов, но не включают диких птиц, на которых охотятся из-за спортивного интереса или для употребления в пищу и которых называют дичью. Английское слово «poultry» происходит от фр. «poule» — «курица», которое само по себе происходит от лат. «pullum», что означает «цыплёнок».

## История
Приручение диких птиц началось несколько тысяч лет назад. Первоначально это могло быть результатом того, что люди собирали яйца в дикой природе и выводили из них птиц, но позже это привело к постоянному содержанию птиц в неволе. В настоящее время, в результате эволюции видов птиц и искусственного отбора на протяжении веков с целью получения новых пород, имеющих более быстрый рост, увеличенную яйценоскость, лучшее качество оперения, современные породы часто сильно отличаются от своих диких предков.
Для удовлетворения рыночного спроса большинство птиц, доступных на рынке сегодня, выращиваются на предприятиях интенсивного промышленного птицеводства (птицефабриках) с использованием коммерческих кроссов и линий, но небольшие количества домашней, в том числе породной, птицы содержатся в мелких и частных хозяйствах. Важное значение имеют оценка, сохранение и использование генофонда разнообразных местных, редких и исчезающих пород птицы.

## Основные виды домашней птицы
| Вид             | Дикий предок                 | Начало одомашнивания                                                                        | Использование                   | Фото | Фото предка | Породы для примера                                                                                            |
| --------------- | ---------------------------- | ------------------------------------------------------------------------------------------- | ------------------------------- | ---- | ----------- | --- |
| Куры            | Банкивская джунглевая курица | По разным источникам 2000 лет до н. э. 3200 лет до н. э. 3500 лет до н. э. Азиатский регион | Мясо, яйца, перо, петушиные бои |      | Самец       | Брама, кохинхин, Декоративные породы кур, Бройлер, Леггорн, Джерсийский гигант, Араукана, Бойцовые породы кур |
| Перепела        | Обыкновенный перепел         | Конец XIX — начало XX века Япония                                                           | Мясо, яйца                      |      |             | Маньждурсские, Селадона, Обыкновенный, Немой                                                                  |
| Индейки         | Дикая индейка                | Ранее XVI века Центральная Америка                                                          | Мясо, яйца                      |      |             | Бронзовая широкогрудая, бнлая широкогрудая, Бурбонская красная, Северо-ковказкая, Биг-6                       |
| Утки            | Кряква                       | Примерно конец IV — начало III тыс. до н. э. Месопотамия                                    | Мясо, яйца, пух, перо           |      |             | Голубой фаварид, Мускусная утка                                                                               |
| Гуси            | Серый гусь и сухонос         | Предположительно между 1500 и 1000 гг. до н. э.                                             | Мясо, яйца, пух, перо           |      | Сухонос     | Крупная серая                                                                                                 |
| Домашние голуби | Дикий сизый голубь           | Предположительно 8000—5000 лет до н. э.                                                     | Мясо, в декоративных целях      |      |             | |
| Страусы         | (дикий вид не изменён)       | С 1838 года Южная Африка                                                                    | Мясо, яйца, перо                |      |             | |

### Куры
Одомашнены в период между 3500 и 2000 гг. до н. э.. Распространение по миру произошло между 1500 и 500 гг. до н. э.. Птицы средних размеров, нелетающие, всеядные, вес колеблется от 1,5 кг до 5 кг. (петухи крупнее, чем куры), яйценоскость от 150 до 250 штук в год в зависимости от породы. Породы делятся на яичные, яично-мясные, мясные, декоративные и бойцовые.

### Перепела
Одомашнены в конце XIX — начале XX века в Японии. Птицы маленькие, хорошо летающие, всеядные, вес колеблется от 150 до 300 граммов (самочки крупнее самцов), яйценоскость до 300 штук в год в зависимости от породы. Породы делятся на яйценосские, мясные и общепользовательские.

### Индейки
Одомашнивание в Новом Свете задолго до открытия Америки европейцами (точные даты неизвестны). Доставлены в Европу испанцами в 1519 году, оттуда через несколько лет распространились по всей Европе. Птицы крупные, вторые по величине домашние птицы после страусов. Вес самцов достигает 35 кг, самки гораздо мельче (в три раза). Нелетающие.

### Утки
Домашние утки известны в Месопотамии с конца 4 — начала 3 тыс. до н. э.. Птицы средних размеров, плохо летающие, водоплавающие, хорошо ныряют. Вес селезней 3,6—4,2 кг, уток 3,4—3,9 кг, яйценоскость в зависимости от породы 100—340 яиц в год
.

### Гуси
Время одомашнивания точно неизвестно, предположительно в период между 1500 и 1000 гг. до н. э. Хотя относятся к водоплавающим, плавают гораздо хуже уток, предпочитают большую часть времени проводить на суше. 
Масса взрослых гусаков 5—6 кг, наибольшая до 12 кг, гусынь — 4—5 кг, наибольшая до 10 кг. Яйценоскость составляет 30—40 яиц, у некоторых пород — до 100 яиц.

### Цесарки
В античные времена домашняя цесарка попала из Африки в Древнюю Грецию (где упоминается как домашняя птица уже в V в. до н. э.) и Древний Рим. Португальские путешественники завезли цесарку повторно в Европу из Западной Африки в XV и XVI веках, после чего стала популярна на птичьих дворах всего мира как домашняя птица.
Живая масса взрослых самцов — 1,5-1,6 кг, самок — 1,6-1,7 кг, цесарята 70-дневного возраста — около 850 грамм. Яйценоскость сезонная, за 5-6 месяцев в среднем на несушку получают 80-90 яиц массой 45 грамм.

## Производство и продажа
По данным Ассоциации производителей и торговцев домашней птицей Европейского Союза в 2017 году были достигнуты следующие приблизительные показатели в производстве и продаже мяса домашних птиц для ведущих производителей:
| Всего в миллионах тонн | Всего в миллионах тонн | Всего в миллионах тонн | Всего в миллионах тонн | Всего в миллионах тонн |
| Страна                 | Произведено кур        | Экспортировано кур     | Произведено бройлеров  | Произведено индеек     |
| ---------------------- | ---------------------- | ---------------------- | ---------------------- | ---------------------- |
| Аргентина              | ↗ 2,107                | ↗ 0,185                | ↗ 2,086                | ?                      |
| США                    | ↗ 21,316               | ↗ 3,091                | ↗ 18,596               | ↘ 2,712                |
| Евросоюз               | ↗ 15,872               | ↘ 1,497                | ↗ 12,844               | ↘ 2,121                |
| Бразилия               | ↗ 13,992               | ↗ 4,000                | ↘ 13,118               | ?                      |
| Китай                  | ↘ 16,450               | ↗ 0,400                | ↘ 11.600               | ?                      |
| Канада                 | ?                      | ?                      | ?                      | 0,169                  |
| Мексика                | ↗ 3,061                | ?                      | ↗ 3,400                | 0,017                  |
| Россия                 | ↗ 4,580                | ?                      | ↗ 3,870                | ?                      |
| Южная Африка           | ↘ 1,543                | ?                      | 1,500                  | ?                      |
| Чили                   | ↗ 0,730                | ?                      | ?                      | ?                      |
| Япония                 | ↘ 1,519                | ?                      | ?                      | ?                      |
| Индия                  | ↗ 2,993                | ?                      | ↗ 4,400                | ?                      |
| Индонезия              | ?                      | ?                      | 1,600                  | ?                      |
| Иран                   | ?                      | ?                      | ↘ 1,962                | ?                      |
| Таиланд                | ?                      | ↗ 0,770                | ↗ 1,900                | ?                      |
| Саудовская Аравия      | ↘ 0,692                | ?                      | ?                      | ?                      |
| Беларусь               | ?                      | 0,145                  | ?                      | ?                      |
| Турция                 | ↘ 1,895                | ↗ 0,360                | ?                      | ?                      |
| Украина                | ↗ 1,259                | ↗ 0,300                | ?                      | ?                      |

По сравнению с 2016 годом: ↗ Рост ↘ Спад
«?» — нет данных
10 лидирующих стран в производстве куриных яиц:
| Всего в миллиардах штук | Всего в миллиардах штук | Всего в миллиардах штук | Всего в миллиардах штук | Всего в миллиардах штук | Всего в миллиардах штук | Всего в миллиардах штук | Всего в миллиардах штук | Всего в миллиардах штук | Всего в миллиардах штук |
| Китай                   | США                     | Индия                   | Мексика                 | Бразилия                | Россия                  | Япония                  | Индонезия               | Турция                  | Пакистан                |
| ----------------------- | ----------------------- | ----------------------- | ----------------------- | ----------------------- | ----------------------- | ----------------------- | ----------------------- | ----------------------- | ----------------------- |
| 529                     | 106,7                   | 88,14                   | 55,42                   | 50,94                   | 44,35                   | 43,35                   | 33,94                   | 19,28                   | 17,08                   |

## Ценность мяса птицы как продукта питания
Мясо домашней птицы находится на втором месте (около 30 %) по наиболее употребляемому типу мяса в мире после свинины (38 %). Мясо и яйца домашней птицы содержат белок высокого качества. Это сопровождается низким содержанием жиров, которые содержат благоприятную смесь жирных кислот. Куриное мясо содержит примерно в два-три раза больше полиненасыщенных жиров, чем большинство видов красного мяса, если измерять по весу. Тем не менее, для куриной грудки без кожи это количество намного ниже. Порция запеченной куриной грудки весом 100 г содержит 4 г жира и 31 г белка по сравнению с 10 г жира и 27 г белка на ту же порцию жареного стейка.

## Болезни и эпидемии

### Бактериальное заражение
Исследование, проведенное Научно-исследовательским институтом трансляционной геномики в Аризоне в 2011 году показало, что 47 % мяса и птицы, продаваемых в продуктовых магазинах Соединённых Штатов, были заражены золотистым стафилококком, а 52 % этих бактерий показали устойчивость по крайней мере к трём группам антибиотиков. Исследователи заявили, что при варке продукта эти бактерии можно уничтожить, но риск перезаражения вследствие неправильного обращения с сырыми продуктами после этого все ещё остается. Кроме того, для потребителей мяса птицы и яиц существует также некоторый риск заражения бактериями, такими как сальмонелла и кампилобактер. Продукты, получаемые на птицефабриках, могут загрязняться этими бактериями во время обработки или хранения.

### Птичий грипп
Птичий грипп — это заболевание птиц, вызываемое птичьим вирусом гриппа А, который обычно не передается людям; однако люди, контактирующие с живой птицей, подвергаются наибольшему риску заражения этим вирусом, и это вызывает особую обеспокоенность в таких регионах, как Юго-Восточная Азия, где это заболевание является эндемичным для популяции диких птиц и может привести к заражению домашних птиц. Вирус, по-видимому, может мутировать, чтобы стать высоко вирулентным и заразным для людей и вызвать пандемию гриппа.

### Создание вакцин
Бактерии можно выращивать в лаборатории на питательных культуральных средах, но вирусам нужны живые клетки, чтобы размножаться. Многие вакцины от инфекционных заболеваний можно выращивать в оплодотворенных куриных яйцах. Миллионы яиц используются каждый год для покрытия ежегодных потребностей в вакцинах против гриппа. Это сложный процесс, который занимает около шести месяцев после определения, какие штаммы вируса следует включить в новую вакцину. Проблема с использованием яиц для этой цели заключается в том, что люди с аллергией на яйца не могут быть иммунизированы, но этот недостаток может быть преодолён, когда станут доступны новые методы клеточного культивирования вместо использования культур на базе яиц. Клеточная культура также будет полезна при эпидемиях, когда, возможно, будет трудно получить достаточно большое количество подходящих стерильных оплодотворенных яиц.

### Наследственные заболевания
Существуют также наследуемые (врождённые) аномалии птицы, в связи с чем актуальным является их скрининг в популяциях домашних птиц.